# Mistrzostwa Świata w Lekkoatletyce 2005 – skok w dal kobiet
Skok w dal kobiet – jedna z konkurencji rozgrywanych podczas lekkoatletycznych mistrzostw świata w 2005. Eliminacje odbyły się 9 sierpnia, a finał został rozegrany 10 sierpnia.
Do eliminacji zgłoszonych zostało 27 zawodniczek z 23 państw. Dwunastka lekkoatletek z najlepszymi wynikami w fazie eliminacji (lub tych, które osiągnęły rezultat co najmniej 6,65 m) awansowała do finałowej rywalizacji.
Zawody w tej konkurencji wygrała reprezentantka Stanów Zjednoczonych Tianna Madison. Drugą pozycję zajęła zawodniczka z Francji Eunice Barber, trzecią zaś reprezentująca Kubę Yargelis Savigne. Srebrny medal tuż po finale otrzymała rosyjska lekkoatletka Tatjana Kotowa, jednak została później zdyskwalifikowana za stosowanie dopingu i pozbawiona tego osiągnięcia.

## Wyniki

### Eliminacje
Grupa A
| Miejsce | Zawodniczka         | Państwo           | Podejście | Podejście | Podejście | Wynik końcowy | Uwagi |
| Miejsce | Zawodniczka         | Państwo           | #1        | #2        | #3        | Wynik końcowy | Uwagi |
| ------- | ------------------- | ----------------- | --------- | --------- | --------- | ------------- | ----- |
| 1.      | Concepción Montaner | Hiszpania         | 6,65      |           |           | 6,65          |       |
| 2.      | Yargelis Savigne    | Kuba              | 6,57      | X         | X         | 6,57          |       |
| 3.      | Kelly Sotherton     | Wielka Brytania   | 6,55      | 6,34      | 6,35      | 6,55          |       |
| 4.      | Elva Goulbourne     | Jamajka           | 6,52      | 6,53      | X         | 6,53          |       |
| 5.      | Rose Richmond       | Stany Zjednoczone | 6,53      | 6,29      | 6,38      | 6,53          |       |
| 6.      | Fiona May           | Włochy            | 6,36      | 6,34      | 6,51      | 6,51          |       |
| 7.      | Marestella Sunang   | Filipiny          | 4,81      | 6,46      | X         | 6,46          |       |
| 8.      | Naide Gomes         | Portugalia        | 6,42      | 6,27      | X         | 6,42          |       |
| 9.      | Natalia Kilpeläinen | Finlandia         | X         | 6,34      | 6,27      | 6,34          |       |
| 10.     | Ineta Radēviča      | Łotwa             | X         | 6,13      | 6,18      | 6,18          |       |
| 11.     | Soko Salaquqi       | Fidżi             | 5,55      | 5,77      | X         | 5,77          | PB    |
| 12.     | Martina Šestáková   | Czechy            | 5,74      | X         | X         | 5,74          |       |
| –       | Kéné Ndoye          | Senegal           | DNS       | DNS       | DNS       | DNS           |       |
| –       | Tatjana Kotowa      | Rosja             | 6,28      | 6,63      |           | DSQ           |       |

Grupa B
| Miejsce | Zawodniczka         | Państwo           | Podejście | Podejście | Podejście | Wynik końcowy | Uwagi |
| Miejsce | Zawodniczka         | Państwo           | #1        | #2        | #3        | Wynik końcowy | Uwagi |
| ------- | ------------------- | ----------------- | --------- | --------- | --------- | ------------- | ----- |
| 1.      | Tianna Madison      | Stany Zjednoczone | 6,83      |           |           | 6,83          | PB    |
| 2.      | Tünde Vaszi         | Węgry             | 6,62      | X         |           | 6,62          |       |
| 3.      | Eunice Barber       | Francja           | 6,50      | 6,60      | 6,60      | 6,60          |       |
| 4.      | Grace Upshaw        | Stany Zjednoczone | 6,53      | X         | 6,59      | 6,59          |       |
| 5.      | Oksana Odmurtowa    | Rosja             | 6,06      | 6,49      | 6,56      | 6,56          |       |
| 6.      | Anju Bobby George   | Indie             | 6,54      | 6,38      | 6,47      | 6,54          | SB    |
| 7.      | Jackie Edwards      | Bahamy            | 6,53      | X         | 6,53      | 6,53          |       |
| 8.      | Kumiko Imura        | Japonia           | X         | 6,51      | X         | 6,51          |       |
| 9.      | Ołeksandra Stadnjuk | Ukraina           | X         | 6,40      | 6,30      | 6,40          |       |
| 10.     | Bianca Kappler      | Niemcy            | 6,11      | X         | 6,35      | 6,35          |       |
| 11.     | Joanna Kafedzi      | Grecja            | X         | 6,31      | X         | 6,31          |       |
| 12.     | Adina Anton         | Rumunia           | X         | X         | 6,25      | 6,25          |       |
| –       | Irina Mieleszyna    | Rosja             | DNS       | DNS       | DNS       | DNS           |       |

### Finał
| Miejsce | Zawodniczka         | Państwo           | Podejście | Podejście | Podejście | Podejście | Podejście | Podejście | Wynik końcowy | Uwagi |
| Miejsce | Zawodniczka         | Państwo           | #1        | #2        | #3        | #4        | #5        | #6        | Wynik końcowy | Uwagi |
| ------- | ------------------- | ----------------- | --------- | --------- | --------- | --------- | --------- | --------- | ------------- | ----- |
| 01 !    | Tianna Madison      | Stany Zjednoczone | X         | 6,69      | 6,35      | X         | 6,89      | X         | 6,89          | PB    |
| 02 !    | Eunice Barber       | Francja           | 6,44      | X         | 6,31      | 6,70      | X         | 6,76      | 6,76          |       |
| 03 !    | Yargelis Savigne    | Kuba              | 6,69      | 6,34      | X         | X         | 6,51      | 6,67      | 6,69          |       |
| 4.      | Anju Bobby George   | Indie             | 6,66      | 6,59      | 6,57      | 6,51      | X         | 6,56      | 6,66          | SB    |
| 5.      | Oksana Odmurtowa    | Ukraina           | 6,45      | 5,97      | 6,53      | 6,46      | X         | 6,28      | 6,53          |       |
| 6.      | Grace Upshaw        | Stany Zjednoczone | 6,44      | 6,24      | 6,49      | 6,51      | X         | 6,38      | 6,51          |       |
| 7.      | Kelly Sotherton     | Wielka Brytania   | 6,38      | X         | 6,42      | X         | X         | X         | 6,42          |       |
| 8.      | Jackie Edwards      | Bahamy            | 6,14      | X         | 6,42      | NQ        | NQ        | NQ        | 6,42          |       |
| 9.      | Tünde Vaszi         | Węgry             | 6,32      | 6,25      | 6,11      | NQ        | NQ        | NQ        | 6,32          |       |
| 10.     | Concepción Montaner | Hiszpania         | 6,32      | 6,05      | 6,11      | NQ        | NQ        | NQ        | 6,32          |       |
| 11.     | Elva Goulbourne     | Jamajka           | 6,21      | X         | X         | NQ        | NQ        | NQ        | 6,21          |       |
| –       | Tatjana Kotowa      | Rosja             | 6,76      | 6,69      | 6,79      | 6,59      | 6,59      | 6,53      | DSQ           |       |